# أطلانتس (فلم 2019)
أطلانتس (بالأوكرانية: Атлантида) هو فيلم أوكراني صدر في عام 2019، من كتابة وإخراج فالنتين فاسيانوفيتش. ينتمي الفيلم حسب التصنيف الفني إلى أفلام الديستوبيا  ونهاية العالم وما بعده. عُرض الفيلم في قسم سينما العالم المعاصر في مهرجان تورنتو السينمائي الدولي 2019، وفاز الفيلم في الدورة السادسة والسبعين لمهرجان البندقية السينمائي الدولي بجائزة أفضل فيلم روائي طويل بمسابقة «آفاق». رشحت أوكرانيا الفيلم لتمثيلها في الدورة الثالثة والتسعين لجائزة الأوسكار للمنافسة على جائزة الأوسكار لأفضل فيلم بلغة أجنبية، لكن الفيلم لم يصل إلى مرحلة الترشيحات.
لم يشارك في الفيلم ممثلون حقيقيون، وعوضًا عن ذلك لعب الأدوار قدامى المحاربين، والمتطوعين، والجنود. لعب أندريه ريماريك أحد الأدوار الرئيسية في الفيلم، وهو عسكري سابق في سلاح الاستطلاع. خاض ريماريك الحرب في إقليم دونباس ويعمل حاليًا في منظمة «البعث - Come Back Alive» ، وهي منظمة أوكرانية غير حكومية تساعد الجنود الأوكرانيين عن طريق التمويل الجماعي. تجدر الإشارة إلى أن المسعفة ليودميلا بيليكا والمتطوع فاسيل أنتونياك شاركا أيضًا في الفيلم.
صور فالنتين فاسيانوفيتش معظم الفيلم في ماريوبول، في الفترة الممتدة من يناير 2018 إلى مارس من نفس العام.

## القصة
تجري أحداث الفيلم في المستقبل، عام 2025. مرت سنة على الحرب في شرق أوكرانيا ضد روسيا، والبيئة هناك لم تعد صالحة للعيش فيها، وأكبر مشاكل المنطقة لا تتمثل في التدهور الاقتصادي، وإنما في التغيرات البيئية التي حدثت. أصبحت الماء سلعة غالية تجلبها الشاحنات، وشرعت الحكومة في بناء جدار حول الحدود. يعاني الجندي السابق سيرهي، الذي يقوم بدوره أندريه ريماريك، من اضطراب بعد الصدمة بسبب الحرب التي خاضها، ويواجه صعوبة في التكيف مع واقع ما بعد الحرب. لقد فقد وظيفته كعامل في مصنع صهر المعادن بعد إلقاء اللوم عليه في وفاة أحد زملائه. بدأ يقود شاحنة من شاحنا المياه حتى انضم إلى مهمة توليب. يستخرج أعضاء توليب رفات الجثث التي لم يتم دفنها بشكل صحيح من قبل، والتعرف على هوية صاحبها. يقابل سيرهي كاتيا خلال عملية توليب، ويقعان في الحب. يحاولان معًا إعادة حياتهما السابقة عن طريق الحب.

## طاقم العمل[14]
كتب فالنتين فاسيانوفيتش الفيلم، واخرجه، وأنتجه مع اثين آخرين لصالح استوديوهات جارماتا السينمائية، ولعب أدوار البطولة بعض قدامي المحاربين، وبعض المتطوعين مثل:
- أندريه ريماريك بدور سيرهي: جندي سابق يفقد وظيفته، وينضم إلى مهمة توليب.
- ليودميلا بيليكا بدور كاتيا، مهندسة معمارية سابقة، وتشارك في مهمة توليب.

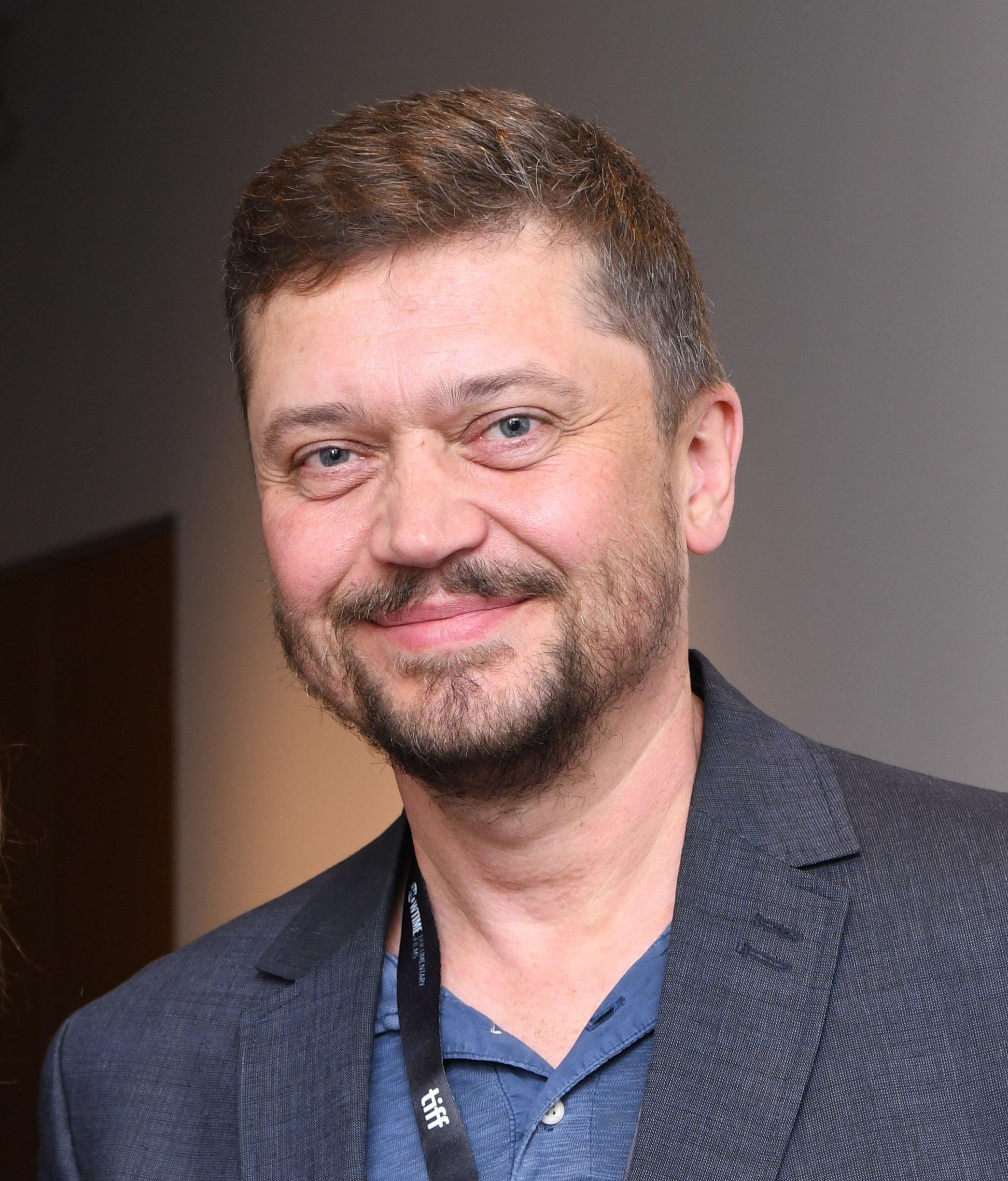
مخرج وكاتب الفيلم فالنتين فاسيونفبتش

- فاسيل أنتونياك بدور إيفان
- ليلي هايد بدور كاترين
- فيليب بول بدور المندوب الأجنبي
- مخرج وكاتب الفيلم فالنتين فاسيونفبتشإيغور تيتارشوك بدور الطبيب الشرعي

## الجوائز والترشيحات
حاز الفيلم على 13 جائزة ولم يحالفه الحظ بالفوز في 12 جائزة أخرى
| الجائزة                                    | التاريخ | الفئة                                                            | النتيجة      |
| مهرجان البندقية السينمائي                  | 2019    | جائزة أفضل فيلم بمسابقة «آفاق»                                   | فاز          |
| مهرجان كورك السينمائي                      | 2019    | جائزة الروح المعنوية                                             | مُرَشَّح         |
| ------------------------------------------ | ------- | ---------------------------------------------------------------- | ------------ |
| مهرجان دنفر السينمائي                      | 2020    | جائزة كريستوف كيشلوفسكي لأفضل فيلم                               | فاز          |
| مهرجان الجامعة الوطنية المستقلة في المكسيك | 2020    | جائزة بوما لأفضل مخرج                                            | فاز          |
| مهرجان فريبورج السينمائي                   | 2020    | الجائزةالكبرى لأفضل مخرج                                         | مُرَشَّح         |
| مهرجان هامبورج السينمائي                   | 2019    | جائزة النقاد لأفضل مخرج                                          | مُرَشَّح         |
| مهرجان القدس السينمائي                     | 2020    | جائزة أفضل فيلم أجنبي                                            | فاز          |
| مهرجان الأقواس للسينما الأوربية المستقلة   | 2019    | جائزة أفضل فيلم                                                  | فاز          |
| مهرجان لشبونة وإشتوريل السينمائي           | 2019    | جائزة أفضل فيلم                                                  | مُرَشَّح         |
| مهرجان لوكسمبورغ سيتي السينمائي            | 2020    | الجائزة الكبرى لأفضل مخرج                                        | مُرَشَّح         |
| مهرجان مينسك السينمائي                     | 2019    | جائزة أفضل فيلم                                                  | فاز          |
| مهرجان السينما الجديدة في مونتريال         | 2020    | جائزة أفضل فيلم                                                  | فاز          |
| مهرجان أوديسا العالمي للأفلام              | 2020    | جائزة الدوق الذهبي لأفضل مخرج                                    | فاز          |
| مهرجان بورتلاند السينمائي                  | 2020    | جائزة أفضل فيلم                                                  | مُرَشَّح         |
| جوائز اختيار النقاد للفيلم الأوكراني       | 2020    | جائزة أفضل فيلم جائزة أفضل مخرج جائزة أفضل ممثل جائزة أفضل ممثلة | فاز فاز مُرَشَّح |
| مهرجان فيسبادن                             | 2020    | جائزة أفضل فيلم                                                  | مُرَشَّح         |
| جائزة ساتالايت                             | 2021    | جائزة أفضل فيلم                                                  | مُرَشَّح         |
| مهرجان إشبيلية السينمائي                   | 2020    | جائزة أفضل تصوير سينمائي                                         | فاز          |
| مهرجان طوكيو السينمائي الدولي              | 2019    | جائزة جيري الخاصة لأفضل فيلم جائزة طوكيو الكبرى لأفضل فيلم       | فاز مُرَشَّح     |
| مهرجان ترومسو السينمائي                    | 2020    | جائزة أورورا لأفضل مخرج                                          | فاز          |